# Galluccio

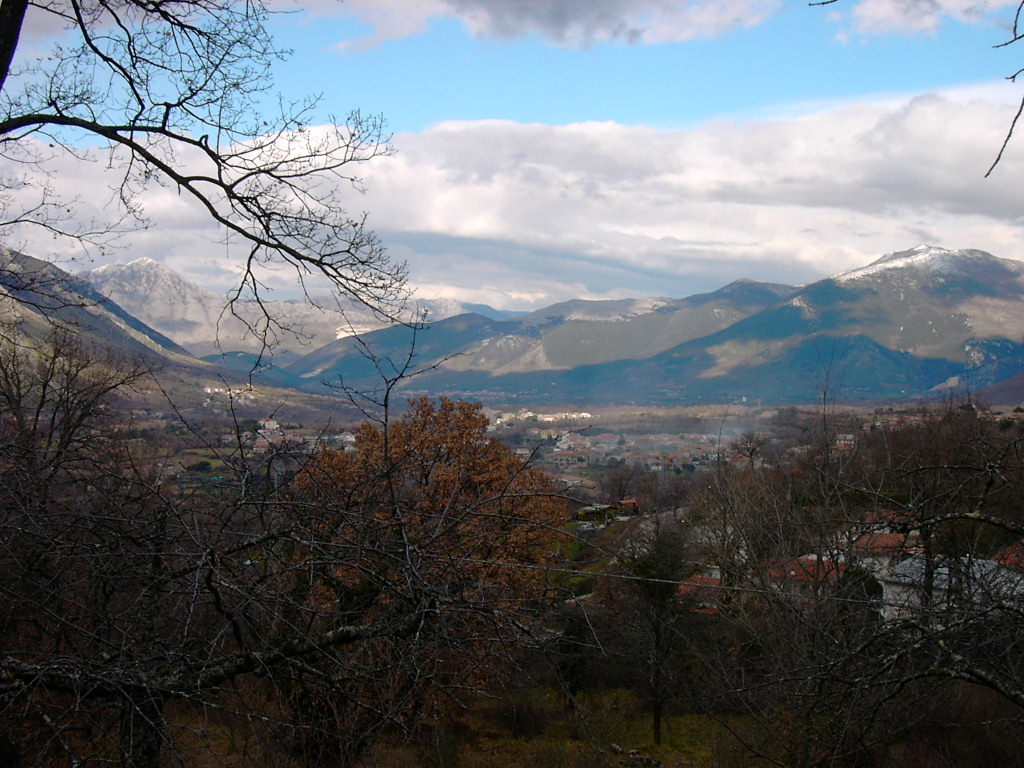
Galluccio

Galluccio ist eine italienische Gemeinde (comune) mit 2001 Einwohnern (Stand 31. Dezember 2024) in der Provinz Caserta in Kampanien. Sie ist Bestandteil der Comunità Montana Monte Santa Croce. Die Gemeinde liegt etwa 44,5 Kilometer nordwestlich von Caserta im Parco naturale di Roccamonfina-Foce Garigliano und gehört zur Comunità Montana Monte Santa Croce.

## Geschichte
1139 kam es hier zu einem Kampf zwischen den Truppen des Herzogs von Apulien, Roger III., und denen Papst Innozenz II.
Dabei wurde Innozenz II. gefangen genommen und zum Vertrag von Mignano gezwungen, der den Kampf um Mittelitalien zunächst beendete.